# Percorso olimpico di Londra
Il percorso olimpico di Londra è stato usato nelle maratone per gli uomini e le donne nei Giochi della XXX Olimpiade a Londra. Il percorso di 42,195 km era composto da un circuito corto di 3,571 km seguito da tre circuiti di 12,875 km. Il percorso, che è stato pensato per far passare gli atleti nel maggior numero di punti di riferimento di Londra, iniziava al The Mall, continuando verso Buckingham Palace ed estendendosi fino alla Torre di Londra a est e il Victoria Memorial a ovest. 
L'evento olimpico del 2012 è il terzo che è tenuto a Londra. La distanza dichiarata nella maratona dei Giochi della IV Olimpiade è stata di 26 miglia e 385 iarde, successivamente, convertito in unità metriche, è stato di 42,195 km e ha costituito la base della distanza standard adottata dalla IAAF nel 1921.